# Frente Popular de Libertação do Tigré
Frente Popular de Libertação de Tigré (Ge'ez: ህወሓት), mais comumente conhecida como Weyane ou Segundo Weyane (Ge'ez: ወያነ/ ካልኣይ ወያነ) (Ge'ez: ህዝባዊ ወያነ ሓርነት ትግራይ, tigrínia:  ḥizbāwī weyānē ḥārinet tigrāy
, "revolução popular (para) a liberdade dos Tigré") é um partido político da Região Tigré, Etiópia. Nas eleições legislativas de 2010, foi o principal partido da Frente Democrática Revolucionária Popular da Etiópia, que reivindicou 499 dos 547 assentos.
Após o fim da Guerra Fria, desejando aproximar-se dos estados ocidentais, o FLPT virou-se mais para o liberalismo e o seu líder Meles Zenawi explicou publicamente em Washington em 1990 que estava a fazer da "democracia revolucionária" a nova base ideológica do partido. No entanto, a verdadeira ideologia do FLPT continua a ser o etno-nacionalismo, e assim tem sido desde a sua criação. Uma nova constituição foi adoptada em 1995, inaugurando um sistema de governação baseado na noção de federalismo étnico. A cada grupo etno-regional é dado um território e um parlamento, e a sua língua torna-se oficial. O direito à secessão é mesmo reconhecido.
Nas eleições regionais de agosto de 2005, o partido reivindicou a vitória, ganhando todos os 152 assentos na região de Tigré.